# مسعود نجاحي
مسعود نجاحي (بالفرنسية: Messaoud Nedjahi)‏ ولد مسعود نجاحي في 24 يناير 1954 في وادي إغزير أملال (مشونش، أوراس)، وهو كاتب جزائري، وهو أيضًا مغني وكاتب أغاني وعالم نفس وشاعر وروائي وفنان تشكيلي أورسي ويقيم حاليًا في فرنسا.

## النشأة والتعليم
تم طرد عائلته من قريتهم الأصلية عام 1958 أثناء الاستعمار الفرنسي، واستقروا في بلدة باتنة. والده، الناشط من أجل الاستقلال، تم ترحيله إلى كايين. بعد الاستقلال، توفي والده عام 1970، ثم عانى مسعود من عدة اعتداءات وسجن بسبب تحدثه بلغة الشاوي، بحسب أقواله. بعد ذلك، بين عامي 1970 و1974، أنشأ فرق غناء ومسرح، أبليوين وأتشون، باللغة الشاوية منذ بداية السنوات، وتم حظر مسرحيته يوغرتا، وقام بترجمة القصائد في نفس الوقت إلى اللغة الشاوية.
في عام 1972 بدأ دراسة علم النفس في جامعة قسنطينة وحضر عالم الفن في نفس الوقت. إلتقي شريف مرزوقي وعبد الرحمن تامين وعبد العالي بوغرة وجبالله بلخ ومحمد ديماغ وحسين هوارة. تعرض معرضه للتخريب وأضرم أحدهم النار، واحترقت صديقته صفية من تاميلت. في عام 1979، التقى دييا (مغنية)، وأصبح صديقًا لها وزوجًا، وأصبح مؤلفها وملحنها ومنسقها.
خلال الثمانينيات من القرن العشرين، شارك في الربيع الأمازيغي في ثلاث مدن الجزائر، تيزي وزو، بومرداس، وكان في الخدمة العسكرية الجزائرية. بعد أن هددته المحكمة، قرر الذهاب إلى المنفى في فرنسا عام 1981. وعاد إلى عائلة أوريس بعد أن أمضى 27 عامًا في المنفى.
كرس نفسه بشكل أساسي للكتابة والنشر، وإعادة تحرير أبوليوس الحمار الذهبي (بالإنجليزية: Apuleius's Golden Ass)‏، والمعروف أيضًا باسم التحولات (أبوليوس) (بالإنجليزية: Metamorphoses (Apuleius))‏، وكتب مسرحية موسيقية.
يقود مسعود نجاحي أيضًا العديد من المؤتمرات حول مواضيع تتعلق بالعلوم، والأساطير، والهندسة، وعلم الفلك، والهوية، والحضارة الأمازيغية، وعبقرية أبوليوس أو البربر، والأسطورة العالمية، وواقع البربر.
في عام 2016، تمت دعوته لإلقاء محاضرة عن التاريخ في باتنة، خلال البيت المفتوح عن الثقافة البربرية في المركز الجامعي صالح داوود.

## الالتزام
أنتج مسعود نجاحي في الأدب والغناء والشعر والفن التشكيلي. هو أصل تهجئة تيفيناغ وتشكل أعماله الأدبية تأكيدًا لهويته وثقافته عن الحضارة الأمازيغية، وهو رئيس مجموعة الأبحاث البربرية (بالفرنسية: Tarwa n Tanit)‏ ومؤسس طبعات الخشخاش (بالفرنسية: Editions du Coquelicot)‏ غير الربحية، وهو يغني ويكتب لـصحيفة الأوراس (بالفرنسية: Aurès)‏ فقط.

## أعماله

### كتب
- لم يكن المنقار كافيا
- هالات غير عادية
- الهالات المتمردة
- الأوراس أو الأوراق الميتة لفقدان الذاكرة
- ماسينيسا، رب الخشخاش
- يوغرطة، وريث الخشخاش
- تشريح الهوية
- المهنة: ممرضة[7]
- تمنراست تحت الثلج
- أوغ زيلماد المتمرد
- وُلدت الملائكة في أوريس
- الثلاثة الثمينة
- قالت لي الملهمة
- انقباض وانبساط

## ألبومات موسيقية
بالإضافة إلى كتابة وتأليف جميع أغاني المطرب الشاوي ضياء، أصدر هو نفسه أربعة ألبومات، حيث رافق نصوصه على الجيتار.
- yudan! يودان! (عشيرة!)
- إيوال (الأمل) "تحية تقدير للدكتورة نزيهة حمودة
- Tulawin n tmurt inu (نساء بلادي)
- ماس أكسل (اللورد ليوبارد) كوسيلا بالعربية، الاسم الذي أطلقه مؤرخو العصور الوسطى.[9]